# Basic Instinct
Basic Instinct – czwarty studyjny album amerykańskiej wokalistyki r&b Ciary.
Płyta została wydana 10 grudnia 2010 roku nakładem LaFace Records (Jive). Album promowały trzy single: Ride, Speechless oraz Gimmie Dat. Na albumie gościnnie wystąpili Usher oraz Ludacris.

## Lista utworów
1. Basic Instinct (U Got Me)
2. Ride
3. Gimmie Dat
4. Heavy Rotation
5. Girls Get Your Money
6. Yeah I Know
7. Speechless
8. You Can Get It
9. Turn It Up
10. Wants For Dinner
11. I Run It
12. Listen to My Song (iTunes Store)
13. This Is What Love Is (edycja japońska)